# Eubordeta flammea
Eubordeta flammea là một loài bướm đêm trong họ Geometridae.